# Stora Igelsjön (Askersunds socken, Närke)
Stora Igelsjön är en sjö i Askersunds kommun i Närke och ingår i Motala ströms huvudavrinningsområde.